# شهرستان اوبرایان (آیووا)
شهرستان اوبرایان، آیووا (به انگلیسی: O'Brien County, Iowa) شهرستانی در ایالات متحده آمریکا است که در آیووا واقع شده‌است.

## خصوصیات
شهرستان اوبرایان ۱٬۴۸۴٫۰۷ کیلومترمربع مساحت دارد.